# Бледмен, Кестон
Кестон Бледмен (англ. Keston Bledman, род. 8 марта 1988 года) — спринтер из Тринидада и Тобаго, двукратный серебряный призёр Олимпийских игр в эстафете 4 по 100 метров.
На международных соревнованиях заявил о себе в 2005 году, когда занял четвёртое место в беге на 100 метров на чемпионате мира среди юношей. В 2007 году стал чемпионом Панамериканских легкоатлетических игр среди юниоров на дистанции 100 метров, показав результат 10,32 с. На Олимпийских играх 2008 года выиграл серебряную медаль в эстафете 4×100 метров в составе сборной Тринидада и Тобаго. После дисквалификации Несты Картера за употребление допинга сборная Ямайки была дисквалифицирована, а золото перешло к Тринидаду и Тобаго. Через 4 года на Играх в Лондоне выиграл в составе эстафеты бронзу.
Кестон является 78-м человеком планеты, кому удалось преодолеть 10-й секундный барьер.

## Личные рекорды
- 100 метров — 9,86 сек (25 июня 2012)
- 200 метров — 20,73 сек (2008)